# به‌سوی جنوب (فیلم)
به‌سوی جنوب (ایتالیایی: Verso Sud) یک فیلم درام ایتالیایی به کارگردانی پاسکواله پوتزسره است که در سال ۱۹۹۲ منتشر شد.

## بازیگران
- آنتونلا پونزیانی
- استفانو دیونیسی
- تیتو اسکیپا جونیور
- ایرنه گراتسیولی